# 阿列克谢·卡列金

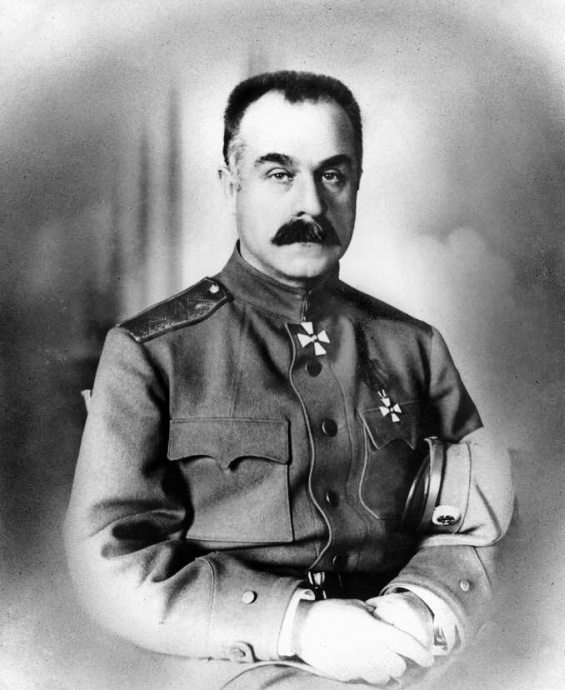
阿列克谢·卡列金肖像

阿列克谢·馬克西莫維奇·卡列金（羅馬化：Aleksey Maksimovich Kaledin；1861年10月24日—1918年2月11日），頓河哥薩克人骑兵将军，在俄国内战初期领导頓河哥薩克白军。

## 生平
1861年，卡列金出生于今伏尔加格勒州的乌斯季霍皮奥尔斯卡亚（Усть-Хопёрская），他的父亲是名顿河哥萨克军官。卡列金毕业于圣彼得堡伏龍芝軍事學院的米哈伊洛夫斯科耶炮兵学校（1882年）和俄罗斯帝国总参学院（1889年）。1903年至1906年，他担任新切爾卡斯克军事学校校长。1906年至1910年，卡列金担任顿河军副参谋长。

### 第一次世界大战
第一次世界大战期间，他是第十二骑兵师指揮官參與加利西亞的戰役。1916年，卡列金昇任第八集團军的指挥官，參與布魯西洛夫攻勢。

### 二月革命
由于拒绝执行临时政府关于军队民主化的命令，卡列金沒有接受1917年的二月革命，被解除了指挥职务。1917年春，卡列金返回故鄉頓河流域。1917年6月17日，卡列金被哥萨克社群擁为顿河哥薩克首領。在米特罗凡·博加耶夫斯基的坚持下，他成为了新成立的哥萨克「军政府」的首脑，自1709年以来首次恢复哥薩克人的獨立。1917年8月，卡列金在莫斯科提出了镇压革命的计划。
1917年8月29日，因为在顿河地区的哥萨克人中散布支持科爾尼洛夫的言论，新切尔卡斯克地方当局决定要求亚历山大·克伦斯基解除卡列金将军职务，并逮捕他。8月31日，新切尔卡斯克法院检察官收到克伦斯基的电报，称卡列金已被正式解除职务，应立即逮捕并以煽动罪受审。
哥萨克指挥部决定先听听卡列金的意见，然后按照克伦斯基的要求，送他去莫吉廖夫的最高总司令总部解释。 9月1日，卡列金的军政府拒絕逮捕命令。10月25日，隨著十月革命爆發，卡列金宣布，在俄国临时政府完全恢复权力之前，顿河哥萨克军将完全控制顿河地区。

### 俄國內戰
此一声明标志着顿河地区武装反抗布尔什维克活动的開始。
卡列金在內戰初期，尋求與庫班哥薩克军等白军勢力的同盟。
失去頓河畔羅斯托夫，以及随之而来的冰上行軍之後，卡列金相信形势已毫无希望。1918年1月29日，卡列金辞去职务，并于2月11日开枪自杀。 羅斯托夫和新切爾卡斯克落入紅军手中。